# اعتلال الشبكية المناعي الذاتي
يُعد اعتلال الشبكية المناعي الذاتي (إيه آي آر) مرضًا نادرًا يهاجم فيه جهاز المريض المناعي البروتينات في شبكية العين، ما يؤدي إلى فقدان البصر. إن المرض غير مفهوم فهمًا جيدًا، لكنه قد ينتج عن إصابة سرطانية أو العلاج الكيميائي للسرطان. يمثل الداء حالة مناعية ذاتية تتسم بفقدان البصر، والبقع العمياء، وشذوذات ساحة الرؤية. يمكن تقسيم المرض إلى اعتلال الشبكية المرتبط بالسرطان (سي إيه آر) واعتلال الشبكية المرتبط بالميلانوم (إم إيه آر). تترافق الحالة مع تنكس الشبكية الناجم عن الأضداد المناعية التي تحدد بروتينات الشبكية على أنها مستضدات وتستهدفها. إن انتشار اعتلال الشبكية المناعي الذاتي نادر للغاية، علمًا أن انتشار سي إيه آر أشيع من إم إيه آر. يُشخص المرض بصورة أكثر شيوعًا عند الإناث (نحو 60% من المرضى المشخصين إناث) اللواتي تتراوح أعمارهن بين 50 و60 عامًا.

## الأنواع

### اعتلال الشبكية المرتبط بالسرطان
يُعد اعتلال الشبكية المرتبط بالسرطان نوعًا من إيه آي آر، ومتلازمة أباعد ورمية؛ اضطراب ناتج عن استجابة الجهاز المناعي لخلل ما. تستهدف أضداد المناعة الذاتية البروتينات الموجودة في الخلايا المستقبلة للضوء في شبكية العين. يُذكر من البروتينات المستضدية المستهدفة الريكوفيرين والإنولاز ألفا والترانسديوسين. تؤدي هذه الاستجابة المناعية الذاتية إلى موت الخلايا المستقبلة للضوء، وعليه فقدان البصر التدريجي الذي قد يسبب العمى. يرتبط سي إيه آر عادةً بالضد المضاد للريكوفيرين.

### اعتلال الشبكية المرتبط بالميلانوم
تتفاعل الخلايا الشبكية ثنائية القطب (الخلايا الموجودة في شبكية العين والناقلة للإشارات) مع الأضداد، ما يؤدي إلى موت الخلايا. مع أن هذا النوع أقل انتشارًا من سي إيه آر، تستمر حالات إم إيه آر المشخصة بالازدياد مع انخفاض أعداد حالات سي إيه آر.

## العلامات والأعراض
يشترك نوعا المرض في الأعراض نفسها، لأن كلاهما متلازمة أباعد ورمية. إن أعراض اعتلال الشبكية المناعي الذاتي عديدة ومشتركة بينه وبين أمراض عديدة أخرى.
| الأعراض                 |
| ----------------------- |
| فقدان الرؤية غير المؤلم |
| البقع العمياء في الرؤية |
| ترائي الومضات           |
| العشى                   |
| العتمات                 |
| كره/تجنب الضوء          |
| فقدان حساسية التباين    |
| عمى الألوان الناقص      |
| ضعف الرؤية الليلية      |

## التشخيص
قد يصعب التشخيص بسبب تداخل الأعراض مع الاضطرابات الأخرى. لا يُظهر فحص قاع العين (السطح الداخلي للعين) أي نتائج أو قد يُظهر تضيق الأوعية الدموية، وتلون غير طبيعي في القرص البصري، وضمور الشبكية. لا تمثل نتائج فحص قاع العين مؤشرًا على اعتلال الشبكية المناعي الذاتي، لكنها تقدم خطوة أولية في مسار التشخيص. يُستخدم مخطط كهربية الشبكية (اختبار يستخدم لرؤية التشوهات في شبكية العين) للكشف عن إيه آي آر. تشير الموجودات غير الطبيعية في مخطط كهربية الشبكية (إي آر جي) المتعلقة بالتكيفات بين الضوء والظلام إلى اعتلال الشبكية المناعي الذاتي. يسمح إي آر جي أيضًا بالتمييز بين اعتلال الشبكية المرتبط بالسرطان واعتلال الشبكية المرتبط بالميلانوم. يمكن تشخيص سي إيه آر قبل أوانه إذا أظهر إي آر جي استجابات مخروطية، أما التشخيص المبكر للإم إيه آر فيغدو ممكنًا إذا أظهر إي آر جي انخفاضًا كبيرًا في سعة الموجة بي. يُجرى لتأكيد التشخيص تحليل لأضداد الشبكية باستخدام لطخة ويسترن لعينة مصلية مأخوذة من المريض.

## العلاج
نظرًا إلى صعوبة التشخيص، يمثل تدبير هذا المرض تحديًا، وعليه لا يوجد علاج ثابت لاعتلال الشبكية المناعي الذاتي. يحاول الأطباء الحد من هجمة جهاز المناعة الذاتية والسيطرة عليه لمنع أي تلف شبكي متعذر العكس. تشمل الطرق العلاجية كلًا من الغلوبيولين المناعي الوريدي (آي في آي جي)، وفصادة البلازما، والكورتيكوستيرويدات.